# María Isabel Escobar
María Isabel Escobar Quintana (Sololá, Guatemala; 7 de julio de 1911-24 de abril de 2001) fue la primera mujer que obtuvo el título universitario de «médico y cirujano» en Guatemala en 1942

## Biografía
Obtuvo los títulos de Maestra de Educación Primaria y Bachiller en Ciencias y Letras en 1930, en el Colegio Minerva de Quetzaltenango. Desde estudiante destacó, obteniendo premios en concursos de oratoria en Quetzaltenango y Antigua Guatemala. Se graduó en 1942 de la Universidad de San Carlos de Guatemala (en ese momento con el nombre de Universidad Nacional) con la tesis Consideraciones de la sulfamidoterapia en general y su aplicación en pediatría y después de graduarse obtuvo una beca del Comité Latinoamericano de Pediatría, con la que pudo realizar estudios de especialización en la Universidad de Nueva York y en Baltimore, Maryland.
María Isabel siempre estuvo interesada en la pediatría, por lo que trabajó en la Asociación Pediátrica de Guatemala, desempeñando cargos en Junta Directiva y ocupando también la presidencia (1959-1960), siendo nombrada posteriormente como socia de honor. También laboró en el Hospital San Juan de Dios y en la Sociedad Protectora del Niño.

## Otros logros
María Isabel fue fundadora del Colegio Médico de Guatemala y de la Asociación de Mujeres Médicas de Guatemala, donde fue la primera presidenta (1966). También participó en la creación de la Asociación Guatemalteca de Mujeres Universitarias -AGMU- y fue reconocida por la Asociación de Luisiana como una de las 100 mujeres más sobresalientes, junto a Marie Curie y Margaret Thatcher, entre otras. Además, recibió las distinciones: Orden del Hermano Pedro (1981), Orden Rodolfo Robles, Orden Dolores Bedoya de Molina y Condecoración Olimpia Altuve.

En una pieza oratoria leída por la Doctora María Isabel Escobar en 1941 expresó:
«Con un poco de perseverancia y otro de osadía, una mujer en Guatemala ha alcanzado un título nunca antes conferido a ella en nuestra universidad; con esas pequeñas cualidades y otras mejores que sin duda han de sobrarles, otras mujeres guatemaltecas irán más lejos, conquistarán verdaderos triunfos, fundarán la tradición científica de la mujer en nuestra patria y entonces saborearemos la satisfacción -tanto vosotras como yo- de haber alentado estos triunfos del porvenir.»